# Gracijan Branimir Biršić
Fra Gracijan Branimir Biršić (Koprivnica, 2. siječnja 1935.), hrvatski franjevac, član Hrvatske franjevačke provincije sv. Ćirila i Metoda, hrvatski emigrantski književnik. Živi i djeluje u Sydneyu. Vodi Hrvatski katolički centar sv. Nikole Tavelića.
Planira napisati zbirku izabranih pjesama i knjigu izabranih eseja nacionalno-kulturne i nacionalno-vjerske problematike. Pjesme je pisao od rane dobi, za djela ga je ohrabrio kritičara Ljubomir Maraković i slovenski pjesnik Edvard Kocbek, ali nije bio objavio ni jednu zbirku pjesama.

## Životopis
Ličkog podrijetla, rodio se je Koprivnici. Škole završio u Koprivnici, Gospiću, Zagrebu i Bjelovaru. U Bjelovaru je maturirao 1953. godine. U Zagrebu magistrirao filozofsko-teološki studij na Rimokatoličkom bogoslovnom fakultetu u Zagrebu 1960. godine.  U Zagrebu diplomirao studij hrvatskog jezika i književnosti na Filozofskom fakultetu Sveučilišta u Zagrebu 1961. godine. Bio je stipendist Katoličkog sveučilišta "Sacro Cuore" u Milanu te je stoga boravio je u nekoliko navrata na ljetnim tečajima talijanskog jezika i kulture u Rimu.
Borac za hrvatski jezik u Australiji. Za to je napisao niz predstavaka različitim vladinim odjelima. Izradio nastavni plan za hrvatske etničke škole u Novom Južnom Walesu, po nalogu ministarstva prosvjete priredio čitanku, svojevrstan Reader's Digest, za hrvatske subotne škole, a za studente kroatistike Sveučilišta Macquarie sastavio više skripata.